# 細川永一
細川 永一（ほそかわ えいいち、1889年 - 1964年）は日本の技術者、実業家。
ホソカワミクロン創業者。
実子は細川益男。

## 来歴
- 1889年（明治22年）兵庫県・淡路島の津名郡中川原町（現:洲本市中川原町）に製粉業を営む次男として生まれる。
- 1914年（大正3年）名古屋高等工業学校（現:名古屋工業大学）を卒業し、技術者として島津製作所にて電池用鉛粉の開発に従事する。
- 1916年（大正5年）島津製作所を退職し、細川鉄工所（現:ホソカワミクロン）を創業。
- 1930年（昭和4年）微粉砕機ミクロンミルを開発。
- 1957年（昭和32年）ミクロンミル開発の功績で紫綬褒章を受章。粉体工学技術論文誌『粉砕』を創刊。
- 1958年（昭和33年）細川粉体工学研究所を設立。
- 1964年（昭和39年）死去。生前の業績で勲四等瑞宝章を受章。